# Santa Anita, Simojovel
Santa Anita är en ort i Mexiko.   Den ligger i kommunen Simojovel och delstaten Chiapas, i den sydöstra delen av landet, 700 km öster om huvudstaden Mexico City. Santa Anita ligger 804 meter över havet och antalet invånare är 261.
Terrängen runt Santa Anita är kuperad åt nordost, men åt sydväst är den bergig. Runt Santa Anita är det ganska glesbefolkat, med 45 invånare per kvadratkilometer. Närmaste större samhälle är Simojovel de Allende, 1,3 km nordväst om Santa Anita. I omgivningarna runt Santa Anita växer huvudsakligen savannskog.